# Karol Kučera
Karol Kučera (ur. 4 marca 1974 w Bratysławie) – słowacki tenisista, reprezentant w Pucharze Davisa, olimpijczyk, parlamentarzysta.

## Życiorys

### Kariera tenisowa
W latach 1991–1992 był członkiem reprezentacji Czechosłowacji w Pucharze Galea, w 1992 zdobył drużynowe mistrzostwo Europy. W tym samym roku rozpoczął karierę zawodową, którą kontynuował do 2005. W 1993 na French Open debiutował w imprezie wielkoszlemowej, a rok później osiągnął pierwszy finał turniejowy rangi ATP World Tour w Umagu.
W 1995 wygrał turniej na kortach trawiastych w Rosmalen, w finale wygrywając z Andersem Järrydem. Kolejne turniejowe zwycięstwo odniósł w 1997, kiedy triumfował w Ostrawie po pokonaniu w finale Magnusa Normana. Był w tymże roku także w finałach w Nottingham (przegrał z Gregiem Rusedskim) i Stuttgarcie (przegrał z Àlexem Corretją).
Jeszcze lepsze wyniki uzyskiwane w 1998 dały zawodnikowi awans do czołowej dziesiątki rankingu (we wrześniu tegoż roku był klasyfikowany na 6. miejscu na świecie). Wygrał turnieje w Sydney i New Haven, był w finałach w Stuttgarcie i Wiedniu. Zaliczył także najlepszy sezon wielkoszlemowy – doszedł do półfinału Australian Open (pokonując m.in. w ćwierćfinale lidera rankingu światowego Pete’a Samprasa, a przegrywając z późniejszym zwycięzcą Petrem Kordą), a także ćwierćfinału US Open (gdzie wyeliminował Andre Agassiego i gdzie pokonał go Pete Sampras). Wystąpił w niepunktowanym Pucharze Wielkiego Szlema (doszedł do półfinału) oraz w turnieju ATP Finals (odpadł po trzech porażkach grupowych z Carlosem Moyą, Pete’em Samprasem i Jewgienijem Kafielnikowem).
Pozycję w światowej czołówce utrzymywał w kolejnych sezonach, w 1999 wygrywając turniej w Bazylei (pokonał kolejno Andre Agassiego, Nicolasa Kiefera i Tima Henmana), w 2000 eliminując na French Open obrońcę tytułu Andre Agassiego już w 1 rundzie. Wysoką pozycję rankingową utracił w 2001, kiedy przez trzy miesiące był nieobecny w turniejach ze względu na kontuzję. W 2003 wygrał swój szósty turniej w karierze w Kopenhadze (w finale z Olivierem Rochusem) oraz był w finale w Ćennaju (porażka z Paradornem Srichaphanem). W 2004 znalazł się poza pierwszą setką rankingu. W grze podwójnej nie odniósł turniejowego zwycięstwa, ale awansował do czterech finałów.
Karol Kučera w Pucharze Davisa reprezentował Słowację w latach 1994–2005. W 1997 miał znaczący wkład w awans tej drużyny do najwyższej klasy rozgrywek, tj. grupy światowej. Był również w jej składzie w 2005, kiedy Słowacja po raz pierwszy wystąpiła w finale rozgrywek, ale nie odgrywał już wówczas wiodącej roli (zdobył punkt w półfinale, kiedy mecz poddał Argentyńczyk Mariano Puerta, a w finale uległ Chorwatowi Ivanowi Ljubičiciowi), zaś trofeum przypadło Chorwatom. Łączny bilans jego występów w Pucharze Davisa wyniósł 33 zwycięstwa i 18 porażek.
W 2000 przyczynił się do pierwszego triumfu Słowacji w Drużynowym Pucharze Świata. Startował także w igrzyskach olimpijskich – w Atlancie w 1996 (przegrał w 2. rundzie z Andre Agassim), w Sydney w 2000 (w 2. rundzie poniósł porażkę z Rogerem Federerem) i w Atenach w 2004 (odpadając w 1. rundzie z Maratem Safinem). W Sydney doszedł ponadto do ćwierćfinału gry podwójnej wspólnie z Dominikiem Hrbatým. W Atlancie w deblu, grając z Jánem Krošlákiem, odpadł w 1. rundzie.
Praworęczny, z bekhendem oburęcznym, Karol Kučera znany był z gry z głębi kortu. Dysponował bogatym wachlarzem zagrań, skuteczny był zwłaszcza w odbiorze serwisu. W jego tenisie widać wpływ jego wieloletniego trenera Miloslava Mečířa, który grał w podobny sposób.

### Działalność zawodowa i polityczna
W późniejszych latach zajął się działalnością trenerską, trenując m.in. drużynę narodową i drużynę Słowacji w Pucharze Davisa. Został głównym trenerem w centrum tenisowym NTC w Bratysławie (Národné tenisové centrum). W wyborach w 2020 z ramienia ugrupowania Zwyczajni Ludzie uzyskał mandat posła do Rady Narodowej.

## Finały w turniejach ATP World Tour
| Legenda                                      |
| -------------------------------------------- |
| Wielki Szlem                                 |
| Igrzyska olimpijskie                         |
| Tennis Masters Cup / ATP Finals              |
| ATP Masters Series / ATP Tour Masters 1000   |
| ATP International Series Gold / ATP Tour 500 |
| ATP International Series / ATP Tour 250      |

### Gra pojedyncza (6–6)
| Końcowy wynik | Nr | Data                 | Turniej    | Nawierzchnia    | Przeciwnik          | Wynik finału                   |
| ------------- | -- | -------------------- | ---------- | --------------- | ------------------- | ------------------------------ |
| Finalista     | 1. | 28 sierpnia 1994     | Umag       | Ceglana         | Alberto Berasategui | 2:6, 4:6                       |
| Zwycięzca     | 1. | 18 czerwca 1995      | Rosmalen   | Trawiasta       | Anders Järryd       | 7:6(7), 7:6(4)                 |
| Finalista     | 2. | 22 czerwca 1997      | Nottingham | Trawiasta       | Greg Rusedski       | 4:6, 5:7                       |
| Finalista     | 3. | 20 lipca 1997        | Stuttgart  | Ceglana         | Àlex Corretja       | 2:6, 5:7                       |
| Zwycięzca     | 2. | 20 października 1997 | Ostrawa    | Dywanowa (hala) | Magnus Norman       | 6:2, krecz                     |
| Zwycięzca     | 3. | 18 stycznia 1998     | Sydney     | Twarda          | Tim Henman          | 7:5, 6:4                       |
| Finalista     | 4. | 27 lipca 1998        | Stuttgart  | Ceglana         | Gustavo Kuerten     | 6:4, 2:6, 4:6                  |
| Zwycięzca     | 4. | 23 sierpnia 1998     | New Haven  | Twarda          | Goran Ivanišević    | 6:4, 5:7, 6:2                  |
| Finalista     | 5. | 18 października 1998 | Wiedeń     | Dywanowa (hala) | Pete Sampras        | 3:6, 6:7(3), 1:6               |
| Zwycięzca     | 5. | 10 października 1999 | Bazylea    | Dywanowa (hala) | Tim Henman          | 6:4, 7:6(10), 4:6, 4:6, 7:6(2) |
| Finalista     | 6. | 5 stycznia 2003      | Ćennaj     | Twarda          | Paradorn Srichaphan | 3:6, 1:6                       |
| Zwycięzca     | 6. | 2 marca 2003         | Kopenhaga  | Twarda (hala)   | Olivier Rochus      | 7:6(4), 6:4                    |

### Gra podwójna (0–4)
| Końcowy wynik | Nr | Data                 | Turniej   | Nawierzchnia    | Partner        | Przeciwnicy                      | Wynik finału |
| ------------- | -- | -------------------- | --------- | --------------- | -------------- | -------------------------------- | ------------ |
| Finalista     | 1. | 28 sierpnia 1994     | Umag      | Ceglana         | Paul Wekesa    | Diego Pérez Francisco Roig       | 2:6, 4:6     |
| Finalista     | 2. | 20 października 1996 | Ostrawa   | Dywanowa (hala) | Ján Krošlák    | Sandon Stolle Cyril Suk          | 6:7, 3:6     |
| Finalista     | 3. | 27 lipca 1997        | Umag      | Ceglana         | Dominik Hrbatý | Dinu Pescariu Davide Sanguinetti | 6:7, 4:6     |
| Finalista     | 4. | 9 sierpnia 1998      | Amsterdam | Ceglana         | Dominik Hrbatý | Jacco Eltingh Paul Haarhuis      | 3:6, 2:6     |

## Odznaczenia
- Order Ľudovíta Štúra II klasy – 2006[3]